# Origo
«Origo» (с венг. — «Источник») — песня венгерского певца Йоци Папая, представленная на конкурсе «Евровидение-2017» в Киеве.

## Евровидение
8 декабря 2016 года Папаи был объявлен одним из участников на национальном отборе Венгрии на Евровидении 2017 года. Он продвинулся с третьего тура 4 февраля 2017 года и первого полуфинала 10 февраля, до финала, состоявшегося 18 февраля, где он был объявлен победителем. Папай участвовал в первой половине второго полуфинала на Евровидении 11 мая 2017 года, и впоследствии получил право на участие в финале.

## Композиция
| №  | Название | Длительность |
| -- | -------- | ------------ |
| 1. | «Origo»  | 3:23         |